# Evrovizijska Melodija
L'Evrovizijska Melodija (spesso abbreviato in EMA; letteralmente: Melodia per l'Eurovision) è un festival musicale sloveno, creato nel 1993 come selezione per il rappresentante della nazione all'Eurovision Song Contest.

## Storia
Fondato nel 1993, il festival era precedentemente noto come Slovenski Izbor za Pesem Evrovizije (letteralmente Selezione nazionale slovena per l'Eurovision), tuttavia assunse l'attuale denominazione nel 1996.
Con la dissoluzione della Jugoslavia, la Slovenia divenne una nazione indipendente e l'emittente statale, Radiotelevizija Slovenija (RTV SLO), divenuta anch'essa indipendente entrò a far parte dell'Unione europea di radiodiffusione nel 1992. Ciò permise la partecipazione della neonata repubblica all'Eurovision Song Contest 1993, e rese necessario selezionare un partecipante. Dato l'alto numero di concorrenti per la 38ª edizione dell'ESC, si rese necessaria l'istituzione di un'ulteriore preselezione, la Kvalifikacija za Millstreet, che si tenne a Lubiana pochi mesi dopo l'EMA, e che vide trionfare proprio la Slovenia.
Il primo EMA venne quindi organizzato dall'emittente e si tenne il 25 febbraio 1993 presso gli studi televisivi di Lubiana. Il concorso vide competere 12 partecipanti, votati da 12 giurie radiofoniche regionali che assegnarono i punteggi eurovisivi (da 1 a 8, 10 e 12). Dopo la squalifica di uno dei concorrenti, gli 1X Band furono selezionati come sostituti, e vinsero la selezione con 107 punti, rappresentando la Slovenia all'Eurovision.
Nel 1994, a causa della non partecipazione della Slovenia, dovuta al suo precedente piazzamento tra gli ultimi 7, la selezione non si è tenuta.
Nel 1995 e nel 1996 l'EMA si è tenuto senza modifiche e interruzioni ma nel 1997 e nel 1998 si cambiò radicalmente il format: furono scelti 7 autori che avrebbero dovuto scrivere 2 canzoni ciascuno per la finale; inoltre le giurie regionali furono sostituite dal televoto.
L'anno successivo si tornò ad una normale selezione dei partecipanti, che arrivarono a 20, anche se 3 di essi furono squalificati. Il peso del televoto venne ridotto ad 1/3 del risultato totale e furono inserite una giuria nazionale selezionata dall'emittente ed una giuria internazionale. Nel 2000, come nel 1994, il festival non si tenne, ma nel 2001, con il ritorno della Slovenia all'Eurovision, viene introdotta una semifinale di 22 partecipanti. In questa edizione, e nella successiva, la giuria e il televoto selezionarono 6 partecipanti ciascuno, che avrebbero preso parte alla finale, dove il risultato sarebbe stato formato dai voti combinati di giurie e televoto.
Tornando alla sola finale, nel 2003 e nel 2004, l'EMA si tenne presso la Gospodarsko Razstavišče Hall, capace di ospitare 1 500 spettatori. La finale, sulla falsariga del Melodi Grand Prix norvegese, si suddivise in due round: nel primo giuria e televoto sezionarono i primi tre classificati, che così avanzarono al secondo round, dove il solo televoto decretò il vincitore.
In seguito alle polemiche riguardanti il maggior peso del voto della giuria nel primo round, RTV SLO decise per l'edizione 2005 di eliminare le giurie, che saranno reintrodotte nel 2006 ed eliminate nuovamente nel 2007.
Nel 2013, a causa di una partecipazione confermata all'ultimo minuto, il partecipante sloveno è stato selezionato internamente, pertanto l'EMA non si è tenuto.

## Edizioni
| Anno | Vincitore                         | Titolo                        | Traduzione                      | All'ESC             |
| ---- | --------------------------------- | ----------------------------- | ------------------------------- | ------------------- |
| 1993 | 1X Band                           | Tih deževen dan               | Un tranquillo giorno di pioggia | 22º                 |
| 1995 | Darja Švajger                     | Prisluhni mi                  | Ascoltami                       | 7º                  |
| 1996 | Regina                            | Dan najlepših sanj            | Il giorno del sogno più bello   | 21º                 |
| 1997 | Tanja Ribič                       | Zbudi se                      | Svegliati                       | 10º                 |
| 1998 | Vili Resnik                       | Naj bogovi slišijo            | Lascia che gli dei sentano      | 18º                 |
| 1999 | Darja Švajger                     | Še tisoč let                  | Per altri mille anni            | 11º                 |
| 2001 | Nuša Derenda                      | Ne, ni res                    | No, no davvero                  | 7º                  |
| 2002 | Sestre                            | Samo ljubezen                 | Solo amore                      | 13º                 |
| 2003 | Karmen Stavec                     | Lep poletni dan               | Un bel giorno d'estate          | 23º                 |
| 2004 | Platin                            | Stay Forever                  | Resta per sempre                | SF 21º              |
| 2005 | Omar Naber                        | Stop                          | -                               | SF 12º              |
| 2006 | Anžej Dežan                       | Plan B                        | Piano b                         | SF 16°              |
| 2007 | Alenka Gotar                      | Cvet z juga                   | Fiore del sud                   | 15º                 |
| 2008 | Rebeka Dremelj                    | Vrag naj vzame                | Al diavolo                      | SF 11º              |
| 2009 | Quartissimo feat. Martina Majerle | Love Symphony                 | Sinfonia d'amore                | SF 16º              |
| 2010 | Ansambel Roka Žlindre & Kalamari  | Narodnozabavni rock           | Folk rock                       | SF 13º              |
| 2011 | Maja Keuc                         | Vanilija                      | Vaniglia                        | 13º                 |
| 2012 | Eva Boto                          | Verjamem                      | Mi fido                         | SF 17º              |
| 2014 | Tinkara Kovač                     | Spet                          | Di nuovo                        | 25º                 |
| 2015 | Maraaya                           | Here for You                  | Qui per te                      | 14º                 |
| 2016 | ManuElla                          | Blue and Red                  | Blu e rosso                     | SF 14º              |
| 2017 | Omar Naber                        | On My Way                     | Sulla mia strada                | SF 17º              |
| 2018 | Lea Sirk                          | Hvala, ne!                    | No, grazie!                     | 22º                 |
| 2019 | Zala Kralj & Gašper Šantl         | Sebi                          | A te stesso                     | 15°                 |
| 2020 | Ana Soklič                        | Voda                          | Acqua                           | Edizione cancellata |
| 2021 | Ana Soklič                        | Amen                          | –                               | SF 13º              |
| 2022 | LPS                               | Disko                         | Disco                           | SF 17°              |
| 2025 | Klemen                            | How Much Time Do We Have Left | Quanto tempo ci rimane          | SF 13°              |